# Ircinia paupera
Ircinia paupera är en svampdjursart som först beskrevs av Thiele 1905.  Ircinia paupera ingår i släktet Ircinia och familjen Irciniidae. Inga underarter finns listade i Catalogue of Life.